# Jan Znosko
Jan Znosko (ur. 1772 w Wilnie, zm. 1833 tamże) − polski ekonomista i filozof, profesor, członek korespondent Towarzystwa Królewskiego Przyjaciół Nauk w Warszawie w 1829 roku.

## Życiorys
W latach 1802–1815 pracował jak nauczyciel w Grodnie. Jednocześnie, w 1802 został adiunktem na  Uniwersytecie Wileńskim, gdzie wykładał logikę, a od 1815 również ekonomię polityczną. W 1805 został profesorem ekonomii, a od 1827 dziekanem Wydziału Moralno-Politycznego Uniwersytetu Wileńskiego .
Był sensualistą i jednym z pierwszych w Polsce propagatorów myśli Adama Smitha .
Na zamówienie Komisji Edukacji Narodowej rozpoczął pracę nad tłumaczeniem na język polski Logiki Condillaca, którą opublikował już po rozbiorach Polski. Jego przekład był znacznie popularniejszy od wcześniejszego przekładu Dionizego Bugajewicza, a w latach 1808-1830 była podstawowym podręcznikiem logiki w szkołach okręgu wileńskiego .

## Dzieła
- (1802) tłumaczenie Logiki, czyli pierwszych zasad sztuki myślenia de Condillaca (^2 1819, ^3 1952),
- (1811) Nauka ekonomii politycznej podług układu Adama Smitha (Wilno)[3],
- (1816) Rozprawa o ekonomii politycznej, jej historii i systemach (Wilno).